# Francisco Rodríguez de Ledesma
Francisco Rodríguez de Ledesma y Vayrado, más conocido por su anagrama Fermín Eduardo Zeglirscosac, equivalente a Francisco Rodríguez Ledesma; abogado, jurista, empresario teatral, escritor y pensador español a caballo entre los siglos XVIII y XIX.

## Biografía
Residió en Málaga a fines del siglo XVIII, y fue empresario o representante de su viejo Teatro Principal, así como abogado y secretario de la Junta de Dirección de Teatros en 1800 para sustituir a Francisco González Estafani. Escribió un Ensayo sobre el origen y la naturaleza de las pasiones, del gesto y de la acción teatral (Madrid: Sancha, 1800) bajo el pseudónimo de Fermín Eduardo Zaglirscosac, que desveló Fernando Domenech en un famoso artículo publicado en Dieciocho en 2004. Esta obra, con trece preciosas láminas con cincuenta y dos figuras coloreadas a mano y realizadas por el grabador de la Academia de San Fernando y más tarde dramaturgo Francisco de Paula Martí; se funda en una obra semejante escrita por el pintor Charles Le Brun en el siglo XVII y en la versión francesa de otro tratado del alemán Engel. Afirma allí que "el arte dramático se divide en dos partes esenciales: primera, en la de los preparativos necesarios para la representación de los Dramas; y segunda, en la de la representación misma". Es decir, el arte dramático es privativo de la acción escénica en concreto. Establece -en 1800- la diferencia, cuando menos conceptual, entre literatura dramática y escenificación. Es un libro muy moderno y curioso, donde se da mucha importancia a la labor del director de escena, que denomina incluso "director del espectáculo" y en el que se expresan algunas cuestiones concordantes con lo que expuso Denis Diderot en su Paradoja del comediante respecto a la condición social de los actores; además, reflexiona con bastante amplitud sobre el sentido de la teatralidad respecto a la lectura.
Rodríguez Ledesma era un hombre culto que conocía el francés y el italiano y abogado del Colegio de Madrid; compuso también obras de tema jurídico y en 1791 tradujo del italiano unas Consideraciones sobre el proceso criminal que se conservan manuscritas en el Archivo Histórico Nacional; en 1805 se vio inmerso en una polémica sobre el voto de Santiago en donde atacó desde presupuestos ilustrados la obligación de pagar el famoso "voto" del rey Ramiro a la catedral compostelana; a estos efectos imprimió un Discurso sobre el voto de Santiago... (Madrid, 1805) y una Carta crítica al Doctor don Pedro Antonio Sánchez sobre el voto de Santiago (Madrid, 1806). A estas preocupaciones ilustradas responde su traducción, también del italiano, de unas Instituciones de Filosofía moral, que concluyó en 1792 y se conserva manuscrita en el Archivo Histórico Nacional, el Catecismo de la Moral civil (Madrid, 1813), donde se muestra afrancesado y muy influido por el Sensualismo de Condillac, la traducción del Tratado elemental de economía política de Pietro Verri, impreso en Madrid, 1820 y, de Jean André Perreau, unos Elementos de legislación natural, Madrid, 1821. Tradujo también en seis volúmenes Las noches romanas en el sepulcro de los Escipiones (Madrid, 1814-1816). Fue diputado en las Cortes de 1813-1814 y por Exremadura a las Cortes de 1820-1822.